# أكاديمية الأفلام الأوكرانية
أكاديمية الأفلام الأوكرانية (بالأوكرانية:Українська кіноакадемія) هي جمعية من الخبراء والمهتمين بشئون السينما، تأسست في عام 2017م من أجل دعم وتطوير صناعة السينما في أوكرانيا.
منذ نشأتها تشرف الأكاديمية علي جائزة الدزيجا الذهبية.

## الشعار
قام بتصميم الشعار الخاص بالأكاديمية فريق التسويق (Quadrate 28)، والشعار مستلهم من دزيجا الذهبية.

## أهداف الأكاديمية
من أهم الأهداف المعلنة لدي الأكاديمية هي تعزيز وزيادة نشر إنتاج الأفلام الأوكرانية في الداخل والخارج، وتنظيم العديد من الفعاليات التي تهدف إلي تحسين الإنتاج السينمائي بالإضافة إلي دورها في منح جوائز الدزيجا الذهبية سنوياً.
توفير الدعم المادي لبرامج الأفلام التعليمية.
| حان الوقت من أجل أن يكون لدينا الأوسكار الخاص بنا, صناعة الأفلام منتعشة ونريد دعم وتعزيز الممثلين والمنتجين والمخرجين, كل من يعمل في هذا المجال, نريد جذب اهتمام الجمهور لهذا الحدث |
| —فيكتوريا تيهيبكو |